# Nowe Południe
W polityce amerykańskiej, zwłaszcza w latach 70. XX wieku, funkcjonował termin Nowego Południa (ang. New South). Odnosi się on przede wszystkim do pewnej generacji polityków, która doszła wówczas w tej części kraju do władzy i zapoczątkowała pewne reformy.
W latach 60., mimo ogólnej rewolucji politycznej i obyczajowej w kraju, Południe, a zwłaszcza Głębokie Południe, postrzegane było przez bardzo wielu jako ostoja konserwatyzmu i rasizmu. Wszak był to region, w którym segregacja rasowa legalnie funkcjonowała do 1964 roku, co doprowadzało do głębokich konfliktów z rządem federalnym. Tłumiono bezlitośnie zamieszki na tym tle, a Afroamerykanie byli w rażący sposób dyskryminowani w prawie wszystkich dziedzinach życia (nie mieli praktycznie prawa głosu, gdyż "ścinano" ich na egzaminach dla wyborców, sądy traktowały ich znacznie surowiej). Tu też osławiona rewolucja obyczajowa i społeczna dotarła relatywnie najpóźniej.
Za pierwszego przedstawiciela Nowych Południowców uważany jest Albert Brewer, który pełnił funkcję gubernatora Alabamy w latach 1968–1971. Nadmienić należy, iż Brewer nie został na to stanowisko nigdy wybrany. Po nagłej śmierci gubernator Lurleen Wallace został, z racji pełnienia funkcji jej zastępcy, zaprzysiężony na okres wygaśnięcia mandatu. Jednak fakt stał się faktem i były gubernator, mąż Lurleen, George Wallace, który dotychczas w oczach wielu nadal władał stanem, utracił ową władzę.
Brewer był pierwszym południowym gubernatorem, który mimo istnego wrzenia na tle rasowym, rozpoczął poważne kroki w celu integracji, realizując pewne postanowienia, podjęte przez jednego z jego poprzedników Jima Folsoma seniora. Przypłacił to jednak klęską w walce o własny wybór w roku 1970, kiedy władze odzyskał Wallace.
Jednakże w tym też roku do władzy doszła grupa stosunkowo młodych polityków, tak jak Brewer związanych z Partią Demokratyczną. Byli nimi Reubin Askew na Florydzie, Dale Bumpers w Arkansas, Jimmy Carter w Georgii oraz John C. West w Karolinie Południowej. Kontynuowali oni politykę na gruncie rasowym oraz społecznym, choć część z nich popierała karę śmierci, ogólne wówczas znoszoną w kraju. Wtedy też utrwaliła się nazwa Nowego Południa. Carter został w roku 1976 wybrany prezydentem. Ostatnim przedstawicielem tej generacji był wybrany po raz pierwszy w roku 1978 Bill Clinton z Arkansas, który też został prezydentem w roku 1992, po czym wybrano go ponownie w 1996. Był on w ogóle najmłodszym gubernatorem w historii USA. Tak więc wśród prezydentów było dwóch Nowych Południowców.
Dziś Południe jest znowu uznawane za najbardziej konserwatywny region kraju, co jest faktem, aczkolwiek w na ogół zgodnej opinii reform, poczynionych przez tę generację polityków, nie można zanegować.
W powieści i filmie Barwy kampanii gubernatorzy Jack Stanton i Freddie Picker są Nowymi Południowcami.